# Tony Vincent
Anthony DeVicenzo, plus connu sous le nom de Tony Vincent, né le 17 septembre 1925 à New York et mort le 10 mars 2023 à Miami, est un joueur de tennis américain.

## Biographie
Fils d'un musicien d'origine italienne et né dans le quartier du Bronx, Tony Vincent rejoint l'United States Army Air Corps en tant que bombardier pendant la Seconde Guerre mondiale. Décoré, il devient ensuite officier au sein de l'Army Air Forces. Après la Guerre, il sort diplômé de l'université de Miami en 1950. Sur le plan professionnel, il travaille à Wall Street comme courtier chez Dreyfus & Co (en) puis en tant que consultant pour RJR Nabisco pendant 20 ans.
Classé sept fois dans les 20 meilleurs joueurs américains, il remporte son premier tournoi à West Palm Beach en 1950. Ses résultats dans son pays natal restent toutefois modestes. Il obtient en 1951 une victoire notoire lors des championnats du Canada. Entre 1954 et 1956, il réalise trois tournées prolifiques en Europe marquées par de multiples succès notamment en France et en Italie. Ses principaux faits d'armes restent deux finales à Monte-Carlo, la première en 1954 face au canadien Lorne Main et la seconde deux ans plus tard après avoir écarté Nicola Pietrangeli, le champion d'Australie Lew Hoad ainsi que Gardnar Mulloy. En Grand Chelem, il est huitième de finaliste à l'US Championship en 1957.
En 1971, il remporte le tournoi sénior de Wimbledon avec Gardnar Mulloy. Après sa carrière sportive, il est également connu comme joueur de backgammon émérite, deux fois finaliste du championnat du monde.

## Parcours dans les tournois duGrand Chelem

### En simple
| Année | Open d'Australie | Open d'Australie | Internationaux de France | Internationaux de France | Wimbledon       | Wimbledon      | US Open         | US Open         |
| ----- | ---------------- | ---------------- | ------------------------ | ------------------------ | --------------- | -------------- | --------------- | --------------- |
| 1948  | —                | —                | —                        | —                        | —               | —              | 1er tour (1/64) | Jaroslav Drobný |
| 1949  | —                | —                | —                        | —                        | —               | —              | —               | —               |
| 1950  | —                | —                | —                        | —                        | —               | —              | 1er tour (1/64) | Gardnar Mulloy  |
| 1951  | —                | —                | —                        | —                        | —               | —              | 2e tour (1/32)  | Budge Patty     |
| 1952  | —                | —                | —                        | —                        | —               | —              | 1er tour (1/64) | Ham Richardson  |
| 1953  | —                | —                | —                        | —                        | —               | —              | —               | —               |
| 1954  | —                | —                | 3e tour (1/16)           | Sven Davidson            | 3e tour (1/16)  | Ashley Cooper  | —               | —               |
| 1955  | —                | —                | —                        | —                        | 1er tour (1/64) | G. Worthington | —               | —               |
| 1956  | —                | —                | 2e tour (1/32)           | Herbert Flam             | 2e tour (1/32)  | Herbert Flam   | —               | —               |
| 1957  | —                | —                | —                        | —                        | —               | —              | 1/8 de finale   | Ashley Cooper   |
| 1958  | —                | —                | —                        | —                        | —               | —              | 1er tour (1/64) | Ham Richardson  |
| 1959  | —                | —                | —                        | —                        | —               | —              | —               | —               |
| 1960  | —                | —                | —                        | —                        | —               | —              | —               | —               |
| 1961  | —                | —                | —                        | —                        | —               | —              | —               | —               |
| 1962  | —                | —                | —                        | —                        | —               | —              | —               | —               |
| 1963  | —                | —                | 1er tour (1/64)          | Juan Couder              | —               | —              | —               | —               |

N.B. : à droite du résultat se trouve le nom de l'ultime adversaire.